# Humberto Almazán
Humberto Almazán (* 16. Februar 1924 in Mexiko-Stadt) ist ein mexikanischer Schauspieler und römisch-katholischer Priester.

## Leben
Almazán begann 1941 an der Universität Mexiko ein Architektur-Studium, das er jedoch 1945 abbrach, um an eine Schauspielschule zu gehen. Sein Filmdebüt gab er mit einem Auftritt in Roberto Gavaldóns Corazones de México 1944, auf der Bühne debütierte er als Puck in Shakespeares Ein Sommernachtstraum. Als seine Frau, eine Waise, im Hochzeitsjahr 1950 an Komplikationen während der Schwangerschaft starb, beendete Almazán sein Schauspielstudium und ging nach Italien. Bis Anfang der 1960er Jahre spielte er in knapp zwanzig Filmen, darunter neben Pedro Armendáriz in einer Trilogie über Pancho Villa sowie in der zu Chucho el Roto. Neben María Félix war er in La Cucaracha 1959 zu sehen; seine bedeutendste Leistung aber lieferte er wohl in der Hauptrolle des Benito Juárez in El joven Juárez unter der Regie von Emilio Gómez Muriel 1954. 1955 wurde ihm der mexikanische Filmpreis Premio Ariel verliehen.
1962 wandte sich Almazán, der bereits seit 1960 religiöse Auszeiten in einem Kloster in Peru und am katholischen Seminar Montréal genommen hatte, vollständig der Theologie zu und wurde 1966 zum katholischen Priester geweiht. In den folgenden Jahren nutzte er seine Erfahrungen als Schauspieler auch im neuen Tätigkeitsfeld: 1969 spielte er einen katholischen Priester im Western Die Herausforderung; weitere vier Filme folgten bis 1992.
Seine kirchlichen Aufgaben führten Almazán nach Rom, Indonesien und Spanien, wo er meist in Krankenstationen arbeitete. Seit den 1990er Jahren lebt er in der Nähe von Huelva in Spanien, wo er sich vor allem der Arbeit mit HIV-infizierten Kleinkindern widmet.

## Filmografie (Auswahl)
- 1945: Corazones de México
- 1954: Der Fluß und der Tod (El rio y la muerte)
- 1959: Teufelsgeneral Pancho Villa (Pancho Villy y la Valentina)
- 1959: Pancho Villa – Sieg und Verrat (Cuando ¡Viva Villa…! es la muerte)
- 1971: Die Herausforderung (Rain for a Dusty Summer)
- 1992: Pushed to the Limit